# 히가시코조촌
히가시코조촌(東興除村)은 오카야마현 고지마군에 있던 촌이다. 현재의 오카야마시 미나미구 히가시우네, 우치오, 나카우네에 해당한다.

## 역사
- 1889년 6월 1일 - 정촌제 시행에 의해 고지마군 히가시코조촌이 성립하였다.
- 1905년 4월 1일 - 니시코조촌과 합병해 고조촌이 신설하여 폐지되었다.

## 참고문헌
- 農商務省農務局, 편집. (1894년 3월 29일). 《水産事項特別調査》. 東京: 農商務省. doi:10.11501/993626. OCLC 672751116. 다음 글자 무시됨: ‘和書 ’ (도움말);
- 角川日本地名大辞典編纂委員会, 편집. (1989년 7월 8일). 《角川日本地名大辞典》 33. 東京: 角川書店. doi:10.11501/12288356. ISBN 978-4-04-001330-5. OCLC 673246624. 다음 글자 무시됨: ‘和書 ’ (도움말);
- 地名情報資料室, 편집. (1990년 9월 1일). 《市町村名変遷辞典》. 東京: 東京堂出版. doi:10.11501/12760487. ISBN 978-4-490-10280-2. OCLC 673338495. 다음 글자 무시됨: ‘和書 ’ (도움말);